# Tošio Takabajaši
Tošio Takabajaši (japonsko 高林 敏夫), japonski nogometaš, 15. november 1953.
Za japonsko reprezentanco je odigral 12 uradnih tekem.